# Jeux paralympiques d'hiver de 2030
Pour les jeux olympiques, voir Jeux olympiques d'hiver de 2030.
Les Jeux paralympiques d'hiver de 2030, officiellement connus comme les XVe Jeux paralympiques d'hiver, auront lieu du 1er au 10 mars 2030 dans les Alpes françaises. 

## Organisation

### Sélection des villes hôtes
Quatre sites avaient exprimé un intérêt à déposer une candidature et mené des études de faisabilité :
- les Alpes françaises, en France[1],[2],
- Salt Lake City, aux États-Unis,
- Stockholm-Åre, en Suède[3],
- la Suisse[4].

Le 21 novembre 2023, les quatre candidats présentent leur grand oral devant le Comité international olympique (CIO). Le 29 novembre suivant, la commission sur les futurs hôtes du CIO recommande d'entrer en « dialogue ciblé » avec la candidature des Alpes françaises, ouvrant la voie à une attribution des Jeux olympiques de 2030 au cours de la 142e session du CIO.
Conformément au nouveau mode de sélection des futures villes hôtes des Jeux olympiques dans l'Agenda 2020 du CIO, le vote s'est déroulé sous la forme d'un référendum auprès des 95 délégués du CIO réunis lors de sa 142e session organisée à Paris en préambule des Jeux olympiques d'été de 2024.
| Ville candidate  | Pays   | Oui | Non | Abstention |
| ---------------- | ------ | --- | --- | ---------- |
| Alpes françaises | France | 84  | 4   | 7          |

Les Jeux olympiques d'hiver sont organisés en France pour la quatrième fois après les Jeux olympiques d'hiver de 1924 à Chamonix-Mont-Blanc, les Jeux olympiques d'hiver de 1968 à Grenoble et les Jeux olympiques d'hiver de 1992 à Albertville.
Le projet met en avant un effort notable en matière de développement durable. À la suite des élections législatives anticipées à l'été 2024, l'attribution était conditionnée à la garantie de l'Etat de couvrir l'éventuel déficit du Cojo, engagement qui a été officialisé le 2 octobre par le premier ministre Michel Barnier

## Sites de compétition

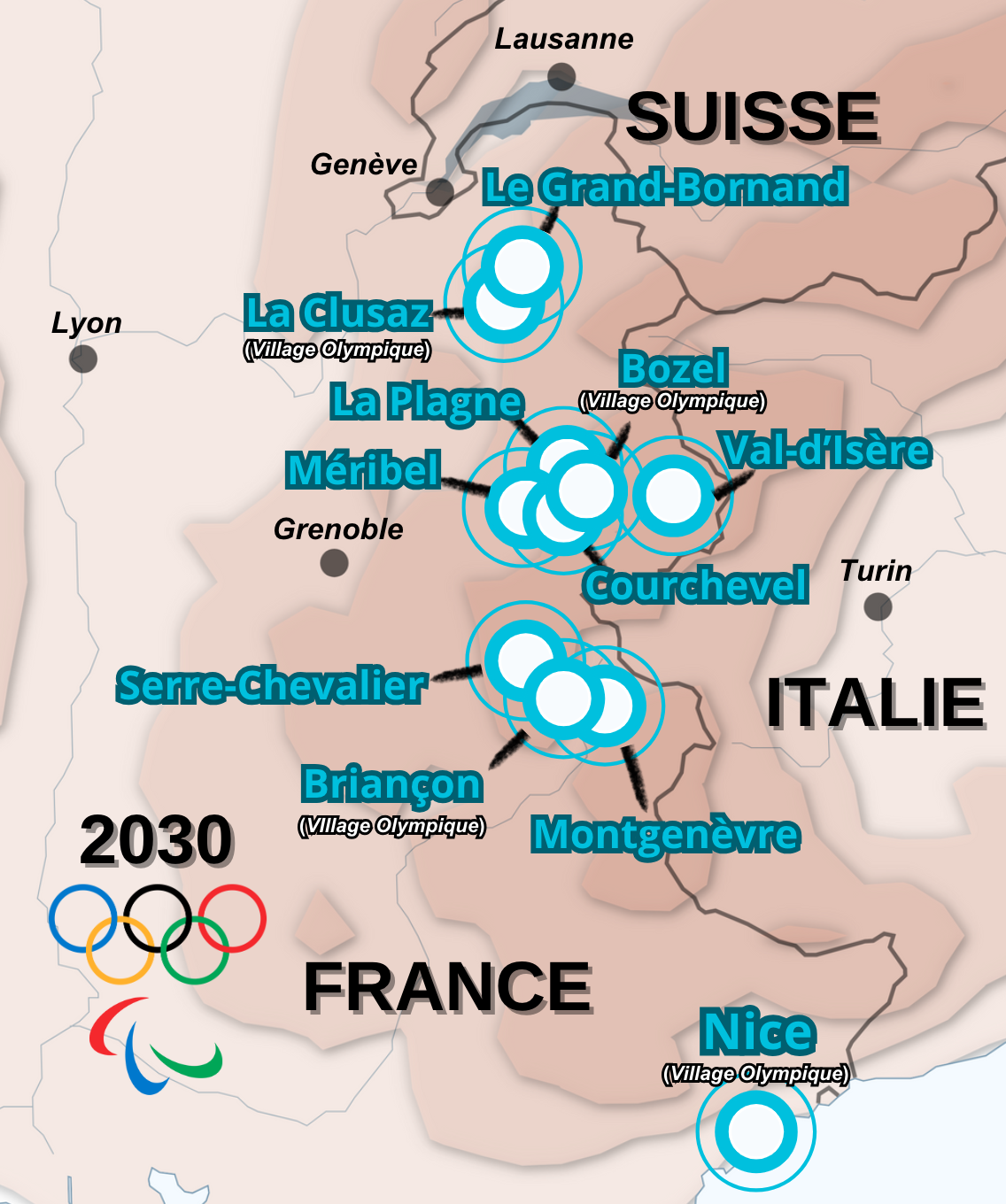
Carte des sites des Jeux d'hiver de 2030 dans les Alpes françaises.

Les sites sont les mêmes que les sites des jeux olympiques mais, avec moins de sports et de disciplines, et un calendrier plus ressérés
- Pôle Haute-Savoie : biathlon et ski de fond ;
- Pôle Savoie : ski alpin ;
- Pôle Briançonnais : para banked slalom ;
- Pôle Nice-Côte d’Azur : hockey sur glace, curling